# Yukiko Mishima
Pour les articles homonymes, voir Mishima.
Yukiko Mishima (三島 有紀子, Mishima Yukiko) est une réalisatrice et scénariste japonaise, née le 22 avril 1969,, dans l'arrondissement Kita-ku, à Osaka.

## Biographie
Yukiko Mishima est diplômée du Kobe College (en). Son premier long métrage, Shisei: Nihohi tsuki no gotoku, basé sur la nouvelle Le Tatouage de Jun'ichirō Tanizaki, est sorti en 2009. Elle est récompensée pour son sixième film, Dear Etranger (2017), par le Grand Prix spécial du jury au Festival des films du monde de Montréal et par le Hōchi Film Award du meilleur réalisateur, devenant ainsi la seconde femme après Miwa Nishikawa en 2009 à obtenir cette récompense. The Housewife, une adaptation du roman Red de Rio Shimamoto (en) (2014) est sorti en 2020.

## Filmographie

### Comme réalisatrice
- 2009 : Shisei: Nihohi tsuki no gotoku (刺青 匂月のごとく?)
- 2012 : Bread of Happiness (しあわせのパン, Shiawase no pan?)
- 2014 : A Drop of Grapevine (ぶどうのなみだ, Budō no namida?)
- 2015 : A Stitch of Life (繕い裁つ人, Tsukuroi tatsu hito?)
- 2015 : Broken Hearts for Sale (破れたハートを売り物に, Yabureta hāto o urimono ni?), coréalisé avec Shinji Aoyama, Hajime Hashimoto (ja), Masahiko Nagasawa et Hideo Sakaki (en) : segment Oyaji Fight
- 2016 : Nights Tightrope (少女, Shōjo?)
- 2017 : Dear Etranger (幼な子われらに生まれ, Osanago warera ni umare?)[7]
- 2018 : The Antique (ビブリア古書堂の事件手帖, Biburia koshodō no jiken techō?)
- 2020 : The Housewife (Red)

### Comme scénariste
- 2012 : Bread of Happiness (しあわせのパン, Shiawase no pan?)
- 2014 : A Drop of Grapevine (ぶどうのなみだ, Budō no namida?)
- 2015 : Broken Hearts for Sale (破れたハートを売り物に, Yabureta hāto o urimono ni?) : segment Oyaji Fight
- 2016 : Nights Tightrope (少女, Shōjo?)
- 2020 : The Housewife (Red)

## Distinctions

### Récompenses
- 2017 : Hōchi Film Award du meilleur réalisateur pour Dear Etranger[8]
- 2017 : Grand Prix spécial du jury pour Dear Etranger au festival des films du monde de Montréal[5]
- 2017 : Fumiko Yamaji Award (ja) du meilleur film pour Dear Etranger[9]

### Vidéothèque
- [vidéo] « Yukiko Mishima, Film Director », Usami, Shingo (Interviewer), Yukiko Mishima, 22 novembre 2016, SBS Australia